# Samsa Çavuş
Samsa Çavuş (en arabe : سامسا تشاوش), né au XIIIe siècle et mort vers 1330 est l'un des lieutenants les plus proches d'Osman Ier, le fondateur de l'Empire ottoman.

## Biographie
Il était un frère d'armes d'Osman Gâzi, il fait partie des personnes qui ont servi à l'établissement de l'Empire ottoman. Comme les autres compagnons d'Osman, il s'agit probablement d'un personnage mythique, reflétant peut-être l'aide reçue par les Ottomans de la part d'autres tribus à l'époque de leurs premières conquêtes ou les relations d'Osman avec les Mongols.
Le lieu et la date de naissance sont inconnus. Il a été le premier à utiliser le titre de sergent dans l'État ottoman.
Avec Ertuğrul, il est venu à Söğüt (1231) avec des tribus et des amis attachés à lui, et a participé à de nombreuses guerres à l'époque d'Osman. En 1292, il aurait participé aux raids contre la région de Mudurnu puis dans des attaques contre Tarakçi Yenicesi and Göynük. Vers 1304, Osman confie à la garde de Samsa Çavuş, son plus ancien commandant (senior commander) un petit fort près de Lefke à l'entrée de la vallée de Yenişehir.
Il a aussi servi le fils d'Osman, Orhan Gâzi et quand Orhan a conquis Karatekin, il a désigné Samsa Çavuş gouverneur de cette cité.
Il est connu pour avoir participé à la bataille de Pélékanon en 1330 et serait mort peu après.
Sa tombe se trouve dans le village de Hacımusalar près de Mudurnu,.
Une mosquée et des bains ont été construits en son nom, voire attribués à Samsa Çavuş bien que les bâtiments semblent plus récents,.

### Samsa Çavuş dans la culture populaire
Dans la série télévisée turque Kuruluş: Osman, qui relate la vie d'Osman Gâzi depuis 2019, il est interprété par İsmail Hakkı Ürün.